# Anastas Mikojan
Anastas Iwanowicz Mikojan (orm. Անաստաս Հովհաննեսի Միկոյան, Anastas Howhannesi Mikojan, ros. Анастас Иванович Микоян; ur. 15 listopada?/27 listopada 1895 w Sanahin, Imperium Rosyjskie, ob. Armenia, zm. 21 października 1978 w Moskwie, ZSRR) – radziecki polityk, Bohater Pracy Socjalistycznej (1943), brat Artioma Mikojana. Z pochodzenia Ormianin.

## Życiorys
Pobierał nauki w Ormiańskim Seminarium Duchownym w Tyflisie (obecnie Tbilisi), które ukończył z wyróżnieniem. W tym czasie był już członkiem partii bolszewików (SDPRR(b)). Po rewolucji październikowej działał w Baku, aresztowany przez wojska angielskie razem z przywódcami Komuny Bakijskiej, uniknął rozstrzelania. Od 1919 kandydat na członka, a 1920–1927 członek WCIK.

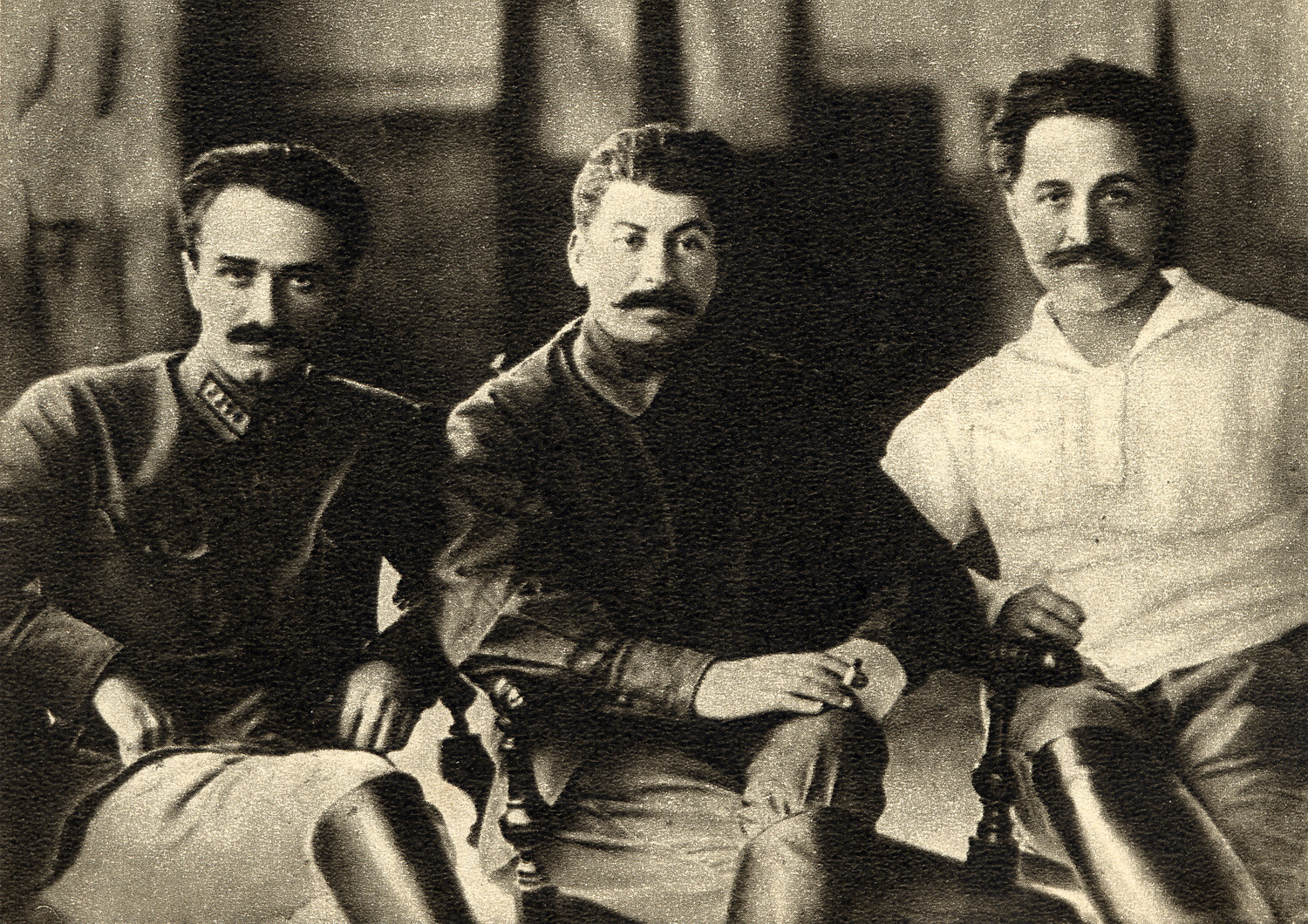
Anastas Mikojan, Józef Stalin i Sergo Ordżonikidze w Tbilisi (1925)

Członkiem Komitetu Centralnego Rosyjskiej Komunistycznej Partii (bolszewików) został 25 kwietnia 1923, czyli za czasów rządów Lenina. Po śmierci Lenina w styczniu 1924 poparł Józefa Stalina. W 1926 został komisarzem (ministrem) handlu, następnie zaopatrzenia; od 1934 przemysłu spożywczego. Początkowo zwolennik NEP-u, nie brał udziału w „prawicowej opozycji” pozostając wierny Stalinowi. W 1934 wszedł w skład Politbiura KC WKP(b); od 1937 wicepremier. W 1936 r. jako komisarz ludowy przemysłu spożywczego wyjechał do USA, aby poznać gospodarkę – przywiózł amerykańskie lody i inne specjały; lepsze gatunki artykułów spożywczych nazywano „mikojanowskimi”. Jeden z nielicznych członków rządu, który przeżył represje lat 30. Jako funkcjonariusz partyjny nie mógł uchylić się od udziału w terrorze, choć nie był w tym tak aktywny jak Wiaczesław Mołotow, Łazar Kaganowicz czy Gieorgij Malenkow. Od 23 lipca 1926 zastępca członka, a od 1 lutego 1935 do 5 października 1952 członek Biura Politycznego KC WKP(b). Od 14 października 1952 do 29 marca 1966 członek Prezydium KC KPZR. Członkiem KC KPZR pozostał do śmierci. Od 1937 do 1974 był deputowanym do Rady Najwyższej ZSRR.
Podczas wojny kierował sprawami zaopatrzenia armii oraz ewakuacjami przedsiębiorstw. Bezpośrednio odpowiedzialny za mord polskich oficerów w Katyniu, jako jedna z siedmiu osób składających podpis pod wiążącym rozkazem.
Po śmierci Stalina (1953) pozostał w ścisłym kierownictwie, wspierając Chruszczowa w destalinizacji. W 1957 roku poparł Nikitę Chruszczowa w walce z tzw. „antypartyjną grupą” (Mołotow, Kaganowicz, Malenkow i inni). Od 1956 Mikojan w poważnym stopniu określał kurs sowieckiej polityki zagranicznej. Podjął m.in. bezpośrednią decyzję o stłumieniu powstania węgierskiego 1956. W 1962 pośredniczył w rozmowach między Fidelem Castro, Johnem F. Kennedym i Chruszczowem podczas kryzysu kubańskiego.
W latach 1964–1965 sprawował urząd Przewodniczącego Prezydium Rady Najwyższej ZSRR, czyli formalnej głowy państwa; prawdopodobnie nie uczestniczył w spisku przeciwko Chruszczowowi, ale wiedział o nim i zaakceptował nowe władze. W 1965 odszedł na emeryturę (tj. został odsunięty przez nową ekipę Breżniewa).
Mikojan pozostawał w ścisłym kierownictwie partii i państwa ponad 50 lat (członkiem KC partii był od 1923 do 1976, czyli przez 53 lata). Fanatyczny komunista. Nie bał się przeciwstawić niekiedy Stalinowi, a mimo to przetrwał – uznawany jest za przykład radzieckiej długowieczności politycznej. Według sowieckiego żartu jego pamiętniki powinny nosić tytuł Od Iljicza (Lenina) do Iljicza (Breżniewa) bez zawału i paraliżu. Mąż Aszchen z domu Tumanian. Ojciec Aleksieja, Sergo (mąż Ałły, córki Aleksieja Kuzniecowa), Stiefana, Wano, Władimira (poległ pod Stalingradem) oraz kilkorga adoptowanych dzieci. Dziadek Stasa Namina.

## Odznaczenia
- Medal Sierp i Młot Bohatera Pracy Socjalistycznej (30 września 1943)
- Order Lenina (sześciokrotnie)
- Order Rewolucji Październikowej (2 grudnia 1970)
- Order Czerwonego Sztandaru (20 lutego 1928)

i medale.